# Gemeinsames Kompetenz- und Dienstleistungszentrum der Polizeien ostdeutscher Länder
Das Gemeinsames Kompetenz- und Dienstleistungszentrum der Polizeien der Länder Berlin, Brandenburg, Sachsen, Sachsen-Anhalt und Thüringen (GKDZ) ist eine Zentrale zur Bündelung der Bekämpfung von schwerer Kriminalität. Es wurde seit 2015 diskutiert und per Staatsvertrag 2017 zwischen den Teilnehmerländern vereinbart. Die Telekommunikationsüberwachung (TKÜ) krimineller Aktivitäten soll in einer Abhörzentrale in Leipzig (Freistaat Sachsen) mit 35 Beschäftigten erfolgen und schrittweise die fünf Rechenzentren in den Ländern ersetzen.
Am 10. April 2020 nahm das Überwachungszentrum in Leipzig seine Arbeit auf.
Anfang 2021 wurde der Fortschritt der umfänglichen Realisierung kritisiert. Der Thüringer CDU-Innenpolitiker Raymond Walk führte an, dass sich die europaweite Ausschreibung des Überwachungssystems verzögert habe und auch datenschutzrechtliche und Personalfragen noch nicht endgültig geklärt seien. Er bezweifelte, dass das Abhörzentrum vor 2023 zur autarken Arbeit komme und bis dahin der Parallelbetrieb mit den bisherigen Strukturen aufrechterhalten werden müsse. Seine Fraktion forderte, dass die TKÜ schnellstmöglich arbeitsfähig wird. Der Leiter des Zentrums, Ulf Lehmann, konstatierte im Dezember 2020, dass die Einschränkungen wegen der COVID-19-Pandemie in Deutschland die Arbeitsabläufe ebenfalls beeinträchtigt hätten.
Das Projekt erfährt auch Skepsis bis Ablehnung. Es gab entsprechende Anfragen und Stellungnahmen von Landesparlamentariern und von Datenschutzbeauftragten im Vorfeld und nach Veröffentlichung eines Entwurfs des Staatsvertrages, der offiziell nicht vorgelegen hätte. Antworten der Landesregierungen seien oft ungenau und würden z. T. neue Fragen aufwerfen.